# 朝倉喬司
朝倉 喬司（あさくら きょうじ、本名：大島 啓司（おおしま ひろし）、1943年〈昭和18年〉6月23日 - 2010年〈平成22年〉12月9日〈遺体発見日〉）は、日本のノンフィクション作家、犯罪・芸能評論家、新左翼活動家。

## 略歴
岐阜県生まれ。早稲田大学第一文学部中退。1966年10月19日、無政府主義者系のベトナム反戦直接行動委員会（ベ反委）の一員として東京都田無市（現・西東京市）の日特金属工業を、翌月15日、豊和工業を襲撃し、逮捕される。その後も無政府主義系の活動に関わりつつ、「週刊現代」記者を経てノンフィクション作家となる。1970年代からは平岡正明、竹中労、太田竜ら新左翼文化人らと活動を共にした。主として犯罪のルポルタージュ、あるいは明治期の犯罪についてなど、社会の裏面を描くことが多かった。
1988年から1994年まで現代書館の雑誌『マージナル』の編集委員を紀和鏡・中川六平・森田一朗とともに務めた。
2010年12月9日、神奈川県愛甲郡愛川町の自宅で死亡していたのが発見された。67歳没。

## 河内音頭とのかかわり
記者だった1978年、取材中に河内音頭に出会って衝撃を受け、雑誌『ミュージック・マガジン』1978年10月号に「大阪の闇をゆさぶる河内音頭のリズム」という評論を発表。翌1979年夏には、東京河内音頭振興隊（のちに全関東河内音頭振興隊と改名）を結成し自ら隊長となって関東での宣伝普及に努めた。なお2009年7月に振興隊の活動から身を引くことを表明し、振興隊も解散した。
1982年には、渋谷のライブハウスと錦糸町のパチンコ店の屋上で、河内音頭大会を開催。錦糸町の町内会有志と意気投合し、1985年から毎年8月末に「錦糸町河内音頭大盆踊り」が行われるようになり、錦糸町の名物となっている。

## 著書
- 『犯罪風土記』秀英書房、1982年 「犯罪者も夢を見る」ハルキ文庫
- 『バナちゃんの唄 バナナ売りをめぐる娼婦やヤクザたち』情報センター出版局、1983年
- 『続 犯罪風土記』秀英書房、1984年 「犯罪者も夢を見る」ハルキ文庫
- 『メガロポリス犯罪地図』朝日新聞社、1986年
- 『芸能の始原に向かって』ミュージック・マガジン、1986年
- 『裸の昭和史 佐久間文作への道』現代書館、1987年
- 『流行り唄の誕生 漂泊芸能民の記憶と近代』青弓社、1989年
- 『ヤクザ イラスト版オリジナル』現代書館、1990年
- 『東京の事件 都市型犯罪のゆくえ』王国社、1991年
- 『事件のはじまり 現在という出来ごと』王国社、1993年
- 『カラオケ王国の誕生』宝島社、1993年
- 『遊歌遊侠 今年の牡丹はよい牡丹』現代書館、1994年
- 『走れ国定忠治 血笑、狂詩、芸能民俗紀行』現代書館、1996年
- 『少年Aの犯罪プラスα』現代書館、1998年
- 『毒婦伝』平凡社、1999年 のち中公文庫「毒婦伝 高橋お伝、花井お梅、阿部定」
- 『怪盗疾る 型破り!明治侠骨伝』徳間書店、2000年
- 『電子・少女・犯罪』現代書館、2000年
- 『誰が私を殺したの 三大未解決殺人事件の迷宮』恒文社21、2001年 「女性未解決事件ファイル―東電OL殺人事件・女医殺人事件・スチュワーデス殺人事件」新風舎文庫
- 『明治・破獄協奏曲 白銀屋文七とその時代』毎日新聞社、2002年
- 『毒婦の誕生 悪い女と性欲の由来』洋泉社（新書y）2002年
- 『涙の射殺魔・永山則夫と六〇年代』共同通信社、2003年 「涙の射殺魔・永山則夫事件」新風舎文庫
- 『こっそり読みたい禁断の日本語』洋泉社、2003年
- 『ヤクザ・風俗・都市 日本近代の暗流』現代書館、2003年
- 『立花隆の正体 "知の巨人"伝説を斬る』リム出版新社、2003年
- 『自殺の思想』太田出版、2005年
- 『「色里」物語めぐり 遊里に花開いた伝説・戯作・小説』現代書館、2006年
- 『スキャンダリズムの明治』洋泉社、2007年
- 『老人の美しい死について』作品社 2009年
- 『戦争の日々 天皇から娼婦まで、戦時下日本の実況ドキュメント』現代書館 2009年
- 『都市伝説と犯罪 津山三十人殺しから秋葉原通り魔事件まで』現代書館 2009年
- 『活劇日本共産党』毎日新聞社 2011年

## 共著
- 『生きてる証しがほしいんだ』 平林猛共著 大和出版、1977年
- 『犯罪の向う側へ 80年代を代表する事件を読む』 山崎哲共著 洋泉社、1985年
- 『犯罪季評』 別役実共著 朝日新聞社、1991年 （朝日文庫）
- 『日本一あぶない音楽 河内音頭の世界』 全関東河内音頭振興隊編 1991 JICC出版局
  - 伊達政保、星野斉、飯田俊、鷲巣功、村井市郎、持田寿一、藤田正、佐原一哉、吉田成巳、大月隆寛、竹中功、団鬼六、小嶋さちほ、中川道弘、土田杳乎、柴山とも子、山口昌男、紅龍（上々颱風）、松田修、中村とうよう、河内家菊水丸、松林茂
- 『凝視録 為五郎覗き・除き人生』 桑迫昭夫共著 現代書館、1993年 「盗視者」幻冬舎アウトロー文庫
- 『彼らの地獄我らの砂漠 事件巡礼』 中村うさぎ共著 メディアックス、2006年